# Aspidomorphus muelleri
Espèce
Synonymes
- Elaps muelleri Schlegel, 1837
- Pseudelaps muelleri insulae Barbour, 1908

Statut de conservation UICN

 LC  : Préoccupation mineure
Aspidomorphus muelleri est une espèce de serpents de la famille des Elapidae.

## Répartition
Cette espèce se rencontre dans les eaux de Nouvelle-Guinée occidentale en Indonésie et de l'archipel Bismarck en Papouasie-Nouvelle-Guinée.

## Liste des sous-espèces
Selon The Reptile Database (14 novembre 2013) :
- Aspidomorphus muelleri interruptus Brongersma, 1934
- Aspidomorphus muelleri lineatus Brongersma, 1934
- Aspidomorphus muelleri muelleri (Schlegel, 1837)

## Étymologie
Cette espèce est nommée en l'honneur de Salomon Müller.

## Publications originales
- Brongersma, 1934 : Contributions to Indo-Australian herpetology. Zoologische Mededelingen, vol. 17, p. 161-251 (texte intégral).
- Schlegel, 1837 : Essai sur la physionomie des serpens, La Haye, J. Kips, J. HZ. et W. P. van Stockum, vol. 1 (texte intégral) et vol. 2 (texte intégral).